# Nancy Drew: The Shattered Medallion
The Shattered Medallion es la trigésima entrega de la serie de juegos de aventuras point-and-click Nancy Drew de Her Interactive. El juego está disponible para jugar en las plataformas Microsoft Windows y Mac OS X. Tiene una clasificación ESRB de E por momentos de violencia leve. Los jugadores asumen la perspectiva en primera persona de la detective amateur ficticia Nancy Drew y deben resolver el misterio interrogando a los sospechosos, resolviendo acertijos y descubriendo pistas. Hay dos niveles de juego, el modo Amateur y el modo Maestro detective, cada uno de los cuales ofrece un nivel diferente de dificultad de acertijos y pistas; sin embargo, ninguno de estos cambios afecta la trama del juego. El juego está basado vagamente en el libro Real Fake (2007).

## Trama
Nancy Drew y su amigo George Fayne terminan ganando un lugar en un reality show de televisión en Nueva Zelanda llamado Pacific Run, en el que los concursantes completan desafíos físicos para obtener cinco piezas de un medallón. El excéntrico Sonny Joon ha secuestrado la producción del programa, que se está saliendo de control a medida que ciertos concursantes son favorecidos y se les asignan misiones peligrosas. Mientras compite en un desafío, George resulta gravemente herida y la otra amiga de Nancy, Bess Marvin, debe intervenir para ocupar su lugar. Nancy, George y Bess deben investigar el incidente que causó la lesión de George, así como también por qué Sonny se hizo cargo del programa y qué planea realmente hacer con él.

## Desarrollo

### Personajes
- Nancy Drew (Lani Minella) - Nancy es una detective aficionada de 18 años de la ciudad ficticia de River Heights en Estados Unidos. Ella es el único personaje jugable en el juego, lo que significa que el jugador debe resolver el misterio desde su perspectiva.
- George Fayne (Sofia Rybin) - la mejor amiga deportista y competitiva de Nancy y prima de Bess. Ella es la compañera de equipo de Nancy en Pacific Run. Está emocionada por compartir en los próximos desafíos como miembro del Equipo Tui.
- Bess Marvin (Jennifer Pratt) - la mejor amiga relajada y femenina de Nancy y prima de George. Aunque no forma parte oficialmente del equipo Tui como concursante, ha venido para apoyar y animar a Nancy y George en esta aventura.
- Kiri Nind (Shiromi Arserio) - Kiri Nind, del equipo Tawaki, es una competidora intensa, pero parece ser una vieja profesional cuando se trata de reality shows. Tiene reputación de ser brutal, pero parece entender que la competencia es solo un juego. Fuera de cámara parece agradable y podría estar dispuesta a forjar una alianza con Nancy.
- Patrick Dowsett (Beau Prichard) - este exjugador estrella de rugby tiene la habilidad atlética para llevar a su equipo a una victoria fácil, pero su cabeza no está en el juego.
- Leena Patel (Kira Lauren) - Leena Patel, la otra integrante del equipo Kea, es una mandona y superadora. Ella es inteligente y hábil para resolver acertijos y es muy estricta con las reglas.
- Sonny Joon (Jamal Fahim) - Después de años de seguir su rastro, Nancy Drew finalmente conoce a Sonny Joon. Como parte del equipo de producción de Pacific Run, puede influir en los resultados del programa. Su peculiar personalidad puede estar escondiendo objetivos traviesos.

Carol King y Leilani Berinobis realizaron trabajos de voces adicionales.